# Misinto
Misinto ist eine norditalienische Gemeinde (comune) mit 5708 Einwohnern (Stand 31. Dezember 2023) in der Provinz Monza und Brianza in der Lombardei.

## Geographische Lage
Misinto liegt im nördlichen Teil des Groane-Parks, einem Wald mit regionaler Bedeutung, der sich zwischen vielen Gemeinden der Region erstreckt, im höchsten Teil der Poebene, auf halber Strecke zwischen Mailand und Como. Das nächstgelegene Wirtschaftszentrum ist Saronno, eine Gemeinde in der Provinz Varese.
In der näheren Umgebung befindet sich der Fluss Seveso, der durch Lentate fließt, und der Bach Lura, der durch Rovellasca fließt. Das Dorf ist größtenteils flach, wobei das Zentrum leicht erhöht ist. Im Süden und Westen ist es von bebauten Feldern umgeben, während es im Osten mit dem Groane Park verbunden ist. Im Norden grenzt es an die Gemeinde Lazzate.
Misinto liegt in der Luftlinie 17 km von Monza, etwa 24 km von Mailand und 16 km von Como entfernt.

## Geschichte
Seit dem Mittelalter eine autonome Gemeinde, wurde sie während der napoleonischen Herrschaft kurzzeitig mit Lazzate und dann mit Lentate verbunden.
Mit der Vereinigung Italiens vertauschten sich die Rollen, denn 1869 war es Misinto, das Lazzate annektierte, um es dann 1905 zu verlieren.
Einige bei Ausgrabungen in der Gegend von Fornace gefundene Münzen weisen darauf hin, dass das Gebiet von Misinto bereits zur Römerzeit besiedelt gewesen sein muss; Als im Jahr 2022 bei Ausgrabungen zum Wiederaufbau des Abwassersystems Ruinen gefunden wurden, die aus der Römerzeit stammen könnten, stellte ein Archäologe fest, dass es sich nicht um römische Ruinen, sondern um einen Teil des antiken städtischen unterirdischen Aquädukts handelte.